# 파워퍼프걸Z
《파워퍼프걸 Z》(일본어: 出ましたっ!パワパフガールズZ, 영어: Powerpuff Girls Z)는 미국의 텔레비전 애니메이션 《파워퍼프 걸》을 원작으로 한 일본의 텔레비전 애니메이션이다. 카툰 네트워크의 일본 지사와 애니플렉스가 공동제작을, 도에이 애니메이션이 작화 및 프로그램 공급을 하였다. 대한민국에서는 2007년에 KBS와 애니맥스,카툰 네트워크와 투니버스에서 방송되었다.

## 방송정보
- 일본 : 2006년 4월 7일 ~ 2009년 3월 26일(매주 금요일 오후 8시 30분 TV도쿄) 2006년 7월 1일~ 2007년 6월 30일 시즌1(매주 토요일 오후 5시 카툰네트워크일본)
- 대한민국

시즌 1(1~52화)
KBS 1TV / 2007년 2월 21일 ~ 2008년 2월 29일
투니버스 / 2007년 7월 25일부터 수시 편성
카툰네트워크 / 2007년 8월 10일부터 수시 편성
애니맥스 / 2007년 9월 22일부터 수시 편성
시즌 2(53화~104화)
KBS 2TV / 2008년 4월 9일 ~ 2009년 4월 5일
투니버스 / 2008년 6월 30일부터 수시 편성
애니맥스 / 2008년 9월 5일부터 수시 편성

- 일본 155화(TV도쿄 기준), 대한민국 104화 (KBS 기준) 방영

## 등장인물

### 파워퍼프걸 Z
켄이 파괴한 빙산에서 나온 하얀빛이 모모, 미야, 카오에게 맞으면서 강력한 힘이 생긴 것을 본 시장의 도시의 평화를 지켜 것을 부탁하면서 탄생했다.

#### 모모(아카즈츠미 모모코) / 하이퍼 블로섬
모모(아카즈츠미 모모코) / 하이퍼 블로섬
성우 : 카토 에미리 (加藤 英美里) / 이현선 (1~26화) → 양정화 (27~52화)
색깔 :      분홍색
이 작품 주황색 머리의 여주인공으로 어느 날 하늘에서 떨어진 케미컬Z에 맞아 하이퍼 블로섬이 되었다.
하얀 빛을 맞고 파워퍼프걸Z의 하이퍼 블로섬으로 변신한다.
색깔는 분홍색, 퍼스널 마크는 하트.
단것과 히어로/미소녀물을 좋아하고 똑똑하지 않지만은 리더의 색이라는 이유로 파워퍼프걸Z의 (자칭)리더가 되었다.
꽃미남을 좋아하지만 구애방식이 너무나 적극적이라서 매번 차인다.
제일 좋아하는 음식은 도시락 통에 담아 있는 비엔나 소세지와 간식을 마음대로 먹는 것.
가족은 엄마, 아빠, 아카츠츠미 쿠리코/쿠리. 집은 일반 가옥.
무기는 요요. 빨간색 테두리에 가운데 P마크가 적혀 있다. 공격할 때는 빨간색 에너지볼이 되거나 레이저 형식으로 변한다.
슈팅 요요: 이름은 다양하나 위력에 요요로 상대방을 공격하는 기술.
단팥빵 스핀: 던지면 물체를 벤다.
스피닝 요요: 원심력으로 상대를 날린다.
웨딩케이크 피니시 : 버블스가 만들고 버터컵이 날려준 에너지볼을 받아 적에게 던지는 기술.
웨딩케이크 블로섬 피니시 : 상기의 웨딩케이크 피니시를 응용한 기술.
리본 부메랑 : 머리에 멘 리본을 던져서 공격한다.

#### 미야(고토쿠지 미야코) / 롤링 버블스
미야(고토쿠지 미야코) / 롤링 버블스
성우 : 미야하라 나미 (宮原永海) / 장경희
색깔 :      하늘색
모모와 마찬가지로 케미컬Z의 하얀 빛을 맞아 버블스가 된 13살의 소녀 노란색 머리.
하얀 빛을 받고 롤링 버블스로 변신한다.
색깔는 물색, 퍼스널 마크는 비눗방울을 본뜬(○)
모양이다. 일본 전통집에 살고 있는 점잖은 아가씨로 남자들에게 인기가 많지만 정작 본인은 자기의 첫사랑인 다니엘(타카야키)만 바라보고 있다.
원작과 마찬가지로 오쿠티라는 문어 인형을 가지고 산다.
좋아하는 것은 미트볼, 파워퍼프걸Z가 되기 위한 조건은 패션잡지 원하는 대로 보기가 있었다.
가족은 할머니와 본인.(부모님은 외국에 있다.)
무기는 버블봉. 사용할 때는 휘두르거나 입으로 불어서 비눗방울을 만들어 공격한다.
버블 샴페인: 여러개의 작은 비눗방울을 발사해 상대방에게 충격을 준다.
벌룬 캐쳐: 비눗방울로 상대방을 잡는다.
버블스 피니시 : 블로섬과 버터컵의 에너지볼을 거대한 비눗방울에 넣으면 비눗방울이 거대한 추가 되어 상대방을 누른다.
에너지 볼 : 버블봉에서 에너지볼을 만들어 쓴다.
버블 젤리 : 젤리를 만든다.
버블 끈끈이 : 끈끈이액을 만든다.
비눗방울 프리덤 : 커다란 비눗방울로 몬스터를 감싼 다음, 작은 비눗방울을 넣는 기술.
버블 폽퍼 : 중소형의 비눗방울로 충격을 주는 기술, 상대방의 공격을 방어하는 것도 가능한 기술.

#### 카오(마츠바라 카오루) / 파워드 버터컵
카오(마츠바라 카오루) / 파워드 버터컵
성우 : 카와나 마치코 (川名真知子) / 윤미나
색깔 :      녹색
모모, 미야와 같이 하늘에서 회색 머리 날아온 하얀빛을 맞고 파워드 버터컵이 되었다.
그러나 변신 의상이 치마라고 매우 싫어했고, 돌아다니던 와중 모조가 공격하자 '그레비톤 드라이브'로 간단하게 날린 후 블로섬과 버블스에 의해 발견, 연구소로 가서 파워퍼프걸Z의 일원이 된다.
그러나 다소 여성스러운 모모와 미야와 잘 어울리지 못하고, 특히 자신이 리더라고 주장하는 모모와 많이 싸운다.
성격을 약간 다혈질. 큰소리를 내는 경우가 많다.
하얀 빛을 받아 파워드 버터컵으로 변신한다.
색깔는 녹색. 퍼스널 마크는 별 마크(☆).
좋아하는 것은 채널 마음대로 보기가 있다.
무기는 해머. 손잡이의 길이를 마음대로 조종할 수 있으며 주로 마지막 일격을 날릴 때 쓴다.
스윙 소닉 : 상대방을 직접 치거나 에너지볼을 쳐서 간접적으로 공격할 수 있다.
메가톤 덩크 : 물체를 강하게 내리쳐 부수는 기술
허리케인 루츠 : 회전을 한 후 해머로 공격하는 기술
그레비톤 드라이브 : 해머의 에너지로 땅바닥을 내리쳐 상대방을 날리는 기술.
버터컵 피니시 : 블로섬의 요요가 버블스의 비눗방울에 맞아서 생긴 에너지볼을 쳐서 망치를 거대하게 만든 후 상대방에게 내리친다.
레이저 : 러브러브 빔을 연습하던 도중 우발적으로 사용한 기술.

### 국립과학연구소

#### 유토니움 박사
성우 : 쿠스노키 타이텐 (楠大典) / 김승준
- 국립과학연구소의 박사이자 케미컬Z를 만든 장본인. 평상시에는 국립과학연구소에 거주하고 파워퍼프걸Z가 출동할 때 무전으로 도와주거나 당할 때는 직접 차를 몰고 파워퍼프걸Z를 도와주러 간다. 그러나 유치한 구석이 있고 평상시에는 피치, 켄과 함께 엮인다. 파워퍼프걸Z가 변신금지 당했을 때 자신이 슈트를 입고 유토니움Z로 변신한 적이 있다. 파워퍼프걸Z멤버의 사랑 소식에 광적으로 반응한다.

#### 켄(키타자와 켄)
성우 : 오오모토 마키코 (大本 眞基子) / 장은숙
유토니움의 아들로 국립과학연구소에서 일하고 있다. 8살에 대학원까지 수석졸업한 천재이지만 공부와 연구에만 몰두하다보니 타인과 사귀는 것이 서툴다. 제트시티 앞바다에 거대 빙산이 나타났을 때 유토니움의 말을 무시하고 단독으로 케미컬Z를 쏘아 제트시티 전체에 하얀 빛과 검은 빛을 흩뿌리게 만들었다.
약간 오만하고 쿨한 성격도 가지고 있지만 나쁠 정도는 아니며 아버지와 마찬가지로 어딘가 유치한 구석이 있다. 스페이스 셔틀에 근무중인 엄마를 그리워하고 있다.

#### 피치
성우 : (카네다 메이코 (金田明子)
유토니움 박사가 켄을 위해 만든 애완용 로봇 강아지이다. 처음에는 왕왕 짖는 것밖에 하지 못했으나 케미컬Z의 하얀 빛을 맞은 이후로는 사람의 말을 하는 것 뿐만이 아니라 몬스터의 검은 오오라를 감지하고 파워퍼프걸Z를 호출할 수 있다. 위의 대사는 파워퍼프걸Z를 호출할 때 말하는 대사.

#### 켄의 엄마
- 켄의 엄마. 스페이스 셔틀에 근무중이라 3년동안 집에 못 들어가고 있다. 26화에서 산타클로스에 의해 만났다.

### 제트 시티

#### 메이어 시장
성우 : 타나카 히데유키 / 안용욱
- 제트 시티의 시장. 파워퍼프걸에 비해서 키도 커졌고 좀 더 똑똑해지고 현실적으로 변했다. 모모랑 같이 단 것을 좋아해서 근무시간에 간식시간이 따로 있을 정도. 매우 무능한데다가 약간 자기중심적이라서 파워퍼프걸Z한테까지 욕을 얻어먹는다. 파워퍼프걸과 달리 영상으로 파워퍼프걸의 출동을 요청한다. 참고로 실제 도쿄는 시가 아니라 도로 이루어져 있어 시장이 아닌 도지사가 존재한다. 현 도쿄도지사는 고이케 유리코.

#### 미스 벨럼
성우 : 카와나미 요코 (川浪葉子)
- 메이어 시장의 비서로 장신에 금발머리이다. 항상 태블릿 컴퓨터를 들고 다니며 이것을 이용하여 자신의 얼굴을 가린다. 원작보다 훨씬 뛰어난 미모를 지닌 채로 등장하며 여전히 얼굴이 보이지 않지만 굉장한 미녀. 무능한 시장 대신 제트 시티의 업무를 처리하고 있다. 36화에서 파워퍼프걸Z를 해치운 모조가 메이어 시장을 시장직에서 내쫓고 자신이 시장이 되자 메이어 시장을 버리고 모조의 비서를 했다. 38화에서는 몬스터에게 조종당한 메이어 시장이 비서직에서 해고시키기도 했다.

#### 히로
- 히어로물 '미라클화이팅A'의 주인공. 방송에서는 용감하고 강한 인물로 나오지만 실은 허세가 심하고 겁많은 카사노바. 모모가 좋아하는 인물이었으나 길거리에서 만난 여자와 결혼하는 바람에 모모의 마음에 상처를 준 인물. 40화에서 잠들어버린 왕자님 역으로 나왔으나 모조한테 내동댕이친 채로 발견된다. 그래도 마지막엔 자신의 필살기 '미라클파이팅 킥!'으로 모조를 끝장내지만 히메나에 의해 자신 소유의 성이 팔려버리는 비극을 맞이한다.

### 제트시티 중학교(도쿄시티 학원 중등부)

#### 교장
- 제트시티 중학교 교장. 시장과는 형제 사이다. 돈상(돼지상, 꼴찌에서 두번째한테 주는 상이라고 한다.)까지 가질 정도로 매우 무능하나 형에 비해 그다지 부각되지 않는다.

#### 킨 선생님
- 1-C반 담임. 모조가 짝사랑하고 있으나 본인은 지하인간 언더그라운과 사귀고 있다. 때문에 모조에게 좌절을 안겨주는 인물. 47화에서 실연당한 후로 모조와 이어지는 듯 했으나 다시 언더그라운과 사귀고 말았다.

##### 언더그라운
- 지하인간. 킨 선생님과 사귀고 있다. 드릴을 타고 나타난다.

#### 1-C반 친구들
- 제시 : 파워퍼프걸Z의 팬.
- 시릴로 : 모모의 앞자리에 앉아 있는 남학생.
- 하나, 보미 : 히메나 팬클럽 회원, 히메나의 비위를 맞춰주고 있다.

#### 기타 인물
- 쿠리(아카즈츠미 쿠리코): 모모의 동생. 모모를 닮아 히어로/마법소녀물과 단것을 무지 좋아한다.
- 죠 : 초등학교 3학년, 켄과 사이가 안좋으며 쿨한 성격의 소년.
- 루크 : 곤충왕 선발대회 챔피언. 자신의 투구벌레에게 파워푸드를 먹여 곤충왕 선발대회에서 이길려고 했으나 켄의 투구벌레인 '장돌이'에게 패배하고 자신의 투구벌레엔 레오가 몬스터로 변이하면서 패배를 인정한다.
- 미로쿠 : 외모가 느끼하게 생겼지만 근육이 많이 발달했다. 이상형은 조신한 여자애. 그러나 겁쟁이라는 사실이 들어나 카오에게 차였다.

### 몬스터
검은 빛을 맞아 탄생한 생물들.

#### 모조조조
성우: 에모토 마사시(江原正士)
파워퍼프걸Z의 몬스터. 동물원에 있던 원숭이가 검은빛을 맞고 태어났다. 태어나자마자 동물원의 동물들을 풀어줘 도시를 쑥대밭으로 만들었으며, 이후 달콤한 과자 냄새를 쫓다가 블로섬과 교전하게 된다. 하지만 블로섬의 '스피닝 요요'에 맞아 도망가고, 도망가던 도중 버블스를 만난다. 버블스를 공격하려 하지만 우연한 계기로 모두 실패하고, 이 광경을 블로섬이 보게 돼 다시 블로섬과 교전한다. 블로섬을 끝가지 밀어붙이지만 그때 버블스가 버블봉을 날려 모조를 기절시킨다. 이후 연구소로 실려가 여러 가지 검사를 받지만 탈출하고 버터컵을 만난다. 모조는 버터컵을 날려버리려고 했으나 오히려 자신이 '그레비톤 드라이브'에 날아가버린다. 이후 폐가에 살면서 로봇(또는 무기)를 만들면서 세계정복을 시도중. 목표는 세계를 정복하여 인간 동물원을 만들어 음식같고 인간을 놀리는 것. 그것때문에 가끔 인간을 우리에 넣은 모습이 포착되기도 한다. 말끝마다 '모조'를 붙이는 버릇이 있다.

#### 다니엘(타카야키)
미야의 첫사랑. 현재 난치병으로 병원에 입원해있다. 병을 고칠 수 없단 사실에 자괴감을 느낀 도중 검은 빛을 맞았고, 의사가 이상한 반응이 있다는 말은 들은 이후 늑대소년으로 변신해 병원을 탈출했다. 이후 파워퍼프걸z와 싸우나 버블스 덕분에 정신차린 이후 도망갔다.(12화). 이후 떠돌아다니다가 또다시 버블스를 만나게 되고, 변신해제한 미야와 이야기를 나누다가 병원에 관한 이야기에서 신경질을 내며 미야를 공격한다. 이후 버터컵과 블로섬과 싸워 둘을 쓰러뜨린 후 변신한 버블스까지 밀어붙이나 버블스의 설득과 비눗방울 프리덤으로 다시 원래대로 돌아온다.

#### 라우디 러프 보이즈
모조가 만든 몬스터. 블로섬의 빨대, 버블스의 면봉, 버터컵의 양말, 모조의 털+케미컬Z로 만들었다. 나이는 파워퍼프걸Z와 약간 작으며, 매우 더럽다. 처음 만들어졌을 때 모조를 협박해서 쫓아내고, 파워퍼프걸의 치마를 들추는 등의 만행을 저질렀다가 불리해지자 모조에게 달려들어 불쌍한 척 연기를 해서 모조의 모성애를 발동시켜 파워퍼프걸Z와 싸우게 만들었다. 그러나 모조가 지자 바로 무시해버렸다. 42화에서 파워퍼프걸z의 옷을 빼았아 방구폭탄등의 만행을 저질렀다. 51화에서 파워퍼프걸Z와 제대로 대적하지만 패배한다.

##### 라우디 러프 보이즈의 멤버
브릭
라우디 러프 보이즈의 리더. 케미컬Z+블로섬의 빨대+모조의 털로 만들었다. 주무기는 빨대.
부머
라우디 러프 보이즈의 멤버. 케미컬Z+버블스의 면봉+모조의 털로 만들었다. 주무기는 면봉.
부치
라우디 러프 보이즈의 멤버. 케미컬Z+버터컵의 양말+모조의 털로 만들었다. 주무기는 양말.

#### 히메나(시로가네 히메코)/프린세스
파워퍼프걸Z와 같은 학교에 같은 학급에 있는 재벌집/부잣집 아가씨. 우아하고 럭셔리한 삶을 꿈꾸고 있는 공주병 환자이며 팔방미인인 언니에게 밀려 열등의식을 지니고 있으며, 자신이 인기있다는 걸 증명하기 위해 학교 학생,교직원을 매수하거나 심하면 교육부나 외계인까지 매수하기도 한다. 애완동물로는 사파이어라는 럭셔리한 고양이가 있으며, 사파이어의 울음소리를 들으면 프린세스로 각성한다. 그러나 프린세스의 기억을 기억하지 못해서 자신이 프린세스라는 것을 모르고 있다. 자신보다 튀는 사람을 보면 참지 못한다.

##### 프린세스
히메나(시로가네 히메코)가 몬스터로 각성하면 프린세스가 된다. 머리는 붉은색 파마머리에 눈은 노란색 홍채로 변하고, 스타킹이 검은색으로 변한다. 변신하면 사람들에게 관심을 받고 싶어하는 경향이 몇 배로 강해지고, 이를 위해 어마어마한 금액을 쏟아붇게 된다.

##### 미키
히메나의 언니. 영국유학중인 소녀. 못하는게 없는 팔방미인으로 히메나가 럭셔리한 삶에 집착하게 된 계기가 되었지만 41화에서 귀국해서 히메나의 하소연을 들은 후 파워퍼프걸Z를 이용해서 부모님의 사랑을 듬뿍 받고 출국한다.

#### 퍼지 럼킨스
파워퍼프걸Z에 나오는 악당 몬스터. 숲과 벤조를 사랑하며 환경을 파괴하는 사람을 용서하지 않는다. 원작과 달리 무기를 쓰지는 않으나 힘이 매우 세서 이것으로 난동을 부리고 다닌다. 자기의 구역을 넓히는 데 매우 열심히며 자기 구역이라는 표시로 손바닥 자국을 남긴다. 말끝을 ~다.로 끝나게 하는 버릇이 있다.

#### 사라(사쿠라코)/세두사
새콤달콤 가게 주인이며 세이지라는 남자를 짝사랑 하고 있는 처녀. 하지만 성격이 소심해서 고백은 못하고 있다.

##### 세두사
사라가 립스틱을 바르면 세두사로 각성한다. 세두사가 되면 소심한 성격이 적극적인 성격으로 변하고 세이지를 사랑하는 마음이 증폭되어 세이지의 사랑을 얻기 위해 화장품 도둑질 등의 행위를 하게 된다.

##### 세이지
사라를 짝사랑하고 있는 대학생. 작중 계속해서 세두사의 구애를 받고 있지만 자신은 이미 '사라'를 좋아한다면서 거절하지만 45화에서 대기업 식품회사에 수석으로 합격했다.

#### 갱그린 갱
원래 인간이었던 몬스터 5명이 만든 그룹. 멤버는 에이스(리더), 빅빌리, 리틀 아트로, 스네이크, 그래버이다.

##### 갱 그린 갱의 멤버
에이스
갱 그린 갱의 리더. 주 공격은 카드 던지기와 오토바이 뺑소니가 있다. 녹색을 좋아한다.
빅빌리
갱 그린 갱의 멤버. 갱 그린 갱 중에서 가장 몸집이 크며 그에 걸맞게 엄청난 괴력을 자랑한다.(배가 부르면 힘이 더 세진다.). 약간 멍청하다.
리틀아트로
갱 그린 갱의 멤버. 갱 그린 갱 중에서 가장 작으나 매우 민첩하다. 약간 다혈질이다.
스네이크
갱 그린 갱의 멤버. 멤버중 에이스에게 가장  충성스러운 부하. 마사지로 상대방을 무력화시킬 수 있다.
그래버
갱 그린 갱의 멤버.  머리카락을 돌리면 다른 사람으로 변신할 수 있으나, 너무 티가 나서 자주 들킨다.

#### 아메바 보이즈
아메바 몬스터. 세마리가 뭉쳐 다닌다.  검은 빛을 받은 아메바가 개의 침과 화학반응을 일으켜 거대화했다. 탄생 이후 '나쁜짓을 하지맙시다' 광고의 도둑이 은행을 터는 장면만 보고 악당이 되겠다고 결심했다. 하지만 은행을 털러 가도 아무도 신경쓰지 않고 벽에 낙서하다가 경비에게 쫓겨났다. 이후 분열,합체하였으나 자동차도 부수지 못하는 허약함을 보여준다. 13화에서는 무슨 나쁜짓을 할지 몰라서 파워퍼프걸z에게 물어보기까지 했다. 50화에서는 강해졌으나 버블스를 뒤에서 미는 수준.합체하면 노란색의 계란모양으로 변한다.

##### 아메바 보이즈 멤버
실크햇
실크햇과 담배를 물고 있는 파란색 아메바. 아메바 보이즈의 리더
판초
판초를 쓴 녹색 아메바.
레이디
여성모자를 쓴 분홍색 여성 아메바. 아메바 보이즈 중 그나마 상식적이라 실크햇과 판초의 행동에 불만이 많다. 28화에서는 아메바 보이즈를 탈퇴하여 프린세스, 세두사와 함께 레이디 몬스터즈를 결성, 아르센 뤼팽을 롤모델로 삼아 그의 행동을 따라하나 파워퍼프걸Z에게 제압당한다. 몸을 부풀릴 수 있다. 그러나 너무 부풀리면 폭발하면서 몸이 산산조각난다.

#### 그레이트 미쉘
10화에서 처음 등장. '카리스마 헤어샵'의 견습미용사였으나 실력이 꽝이라서 항상 야단만 맞았다. 하지만 검은빛을 맞고는 최면술로 사람들을 세뇌해서 자신이 천재 미용사로 믿게 만들었고, 이를 수상하게 느낀 파워퍼프걸Z와 싸운다. 하지만 당연히 지고 연구소로 압송, 다시 원래대로 돌아오지만 그의 최면술이 풀려 '카리스마 헤어샵'에서 폭동이 일어나자 다시 돌아가서 몬스터로 변신한다. 하지만 또 다시 패배, 거기에다 '카리스마 헤어샵'을 자기가 부숴버리면서 땡전 한푼 못받고 일하는 처지가 되고 말았다. 이후 가끔 나온다.

#### 그
성우: 나카오 류히지리 (中尾隆聖)

##### 작중 행적
수백년 전 신출귀몰 낭자단에게 봉인당했으나 켄이 케미컬Z로 빙산이 파괴된 덕분에 봉인에서 해제된다. 그러나 아직 육체의 봉인이 풀리지 않아 부하인 검은 가루를 시켜 미라를 부활시킨 후, 파워퍼프걸Z의 하얀빛을 빼앗아 오게 한다.(22화).그러나 하필 그때가 한겨울이라서 다시 동면하고 30화에서 깨어나지만 그때도 한겨울이라 파워퍼프걸Z와 제대로 싸울 수 없었고 열대지방으로 피난을 간다. 이후 46화에서 다시 제트 시티로 돌아와 파워퍼프걸Z를 암살하려 하지만 실패하고, 자신이 직접 국립과학연구소를 급습, 케미컬z를 강탈해 온다. 그리고 자신의 숙소인 웨스턴 파크 힐즈에서 케미컬Z를 몽땅 버리고, 검은 가루를 이용하여 파워퍼프걸z를 공격한다. 그리고 파워퍼프걸Z가 검은 가루와의 싸움에 정신이 팔린 사이 파워퍼프걸Z의 무기를 강탈하고 에너지볼을 만들어 파워퍼프걸Z를 코너에 몰아넣는다. 그러나 블로섬의 리본 부메랑에 맞은 에너지볼이 폭발해서 무기를 몽땅 파워퍼프걸Z에 빼앗기고, 파워퍼프걸Z의 웨딩케이크 피니시에 맞아 밀린다. 다시 반격을 할려는 찰나에 유토리움 박사가 케미컬Z소립자 광선을 발사해 그를 약화시키고, 그는 도망간다. 47화에서는 모조의 말에 힌트를 얻어 파워퍼프걸Z를 어린애로 만들어 버려 모조를 이용해서 파워퍼프걸z를 해치우려고 했지만 실패하고 자신의 약점만 탄로나고 만다. 자신이 계속 파워퍼프걸Z에게 지는 이유를 찾던 도중 자신의 영혼인 검은 빛이 수십 갈래로 나누어졌다는 것을 발견하고 흩어졌던 검은 빛을 다시 모은다. 그러나 몇몇 몬스터들에게서 검은 빛이 돌아오지 않았다는 사실을 알게 되고, 그는 초밥 파티로 몬스터들을 유혹해서 그들의 힘을 강화해줘서 그들의 신뢰를 얻는다. 파워퍼프걸Z를 이긴 몬스터들을 세뇌시켜 검은빛을 내놓으면 몬스터들의 힘을 100배로 늘려주겠다고 한다.(50화) 이렇게 몬스터들의 신뢰를 얻은 그는 모조로부터 다이나모z가 가동되었다는 사실을 알게 되고, 검은 가루를 이용해 몬스터들을 더욱 강화시켜 파워퍼프걸z를 방해하려하지만 실패한다. 그러자 그는 몬스터들의 위기감을 이용해 검은빛을 넘겨받는다. 이후 검은빛을 준 몬스터들이 모두 기절하자 그는 몬스터들의 어리석음을 비웃으며 제트마운틴으로 가 자신의 계획을 실행에 옮긴다.(51화) 제트마운틴을 분화시켜 제트시티를 지옥으로 만들어버린다. 그를 물리치기 위해 군대가 출동했으나, 그는 제트마운틴을 더욱 세게 분화시켜 군대를 물리친다. 그러나 파워퍼프걸z가 가져온 빙산이 등에 들어가는 바람에 힘이 다시 약해졌고, 에리키텔에 다시 육체와 정신이 분리되어 정신은 하얀빛에 의해 봉인되어 우주로 날아가 버리고 육체는 모조의 인형이 되었다.(52화)

##### 검은 가루/검은 빛
그의 부하. 최초의 등장은 그가 육체의 봉인을 풀기 위해 미라를 부활시킬때 사용됐다. 이후 그가 남쪽으로 도망갈 때 일부가 제트 시티에 남아 계속 몬스터를 만들면서 파워퍼프걸Z를 괴롭힌다. 36화에서 파워퍼프걸Z의 정체를 알아내고 그에게 보고한 후 다시 제트 시티로 돌아와 파워퍼프걸Z를 이간질한다. 이후에도 그의 명령에 따라 몬스터를 양산하다가 46화에서 직접적으로 파워퍼프걸Z를 암살하려 한다. 47화에서는 모조의 말에서 힌트를 얻어 파워퍼프걸Z를 어린애로 만들어 모조를 이용해 해치우려 했으나 오히려 자신의 약점만 탄로나고 말았다. 51화에서는 다이나모Z에 숨어들어 파워퍼프걸Z가 하얀빛을 모으는 것을 방해하고 라우디러프보이즈와 대적하게 한다. 이후 1506년으로 타임워프한 다이나모z를 막으려다 하얀빛에 의해 소멸당한다.

## 등장 메카,의상, 물질

### 모조로봇
- 모조가 난동을 부릴 때 쓰는 로봇. 그러나 매번 파워퍼프걸Z에게 박살난다. 주무기는 미사일이나 이 외에도 레이저, 화염, 드릴 등이 있다. 51화에서는 차원이 다른 거대로봇을 들고 나왔지만 '웨딩케이크 블로섬 피니시'에 찌그러졌다.

### 다이나모z
- 유토니움 박사가 만든 로봇. 전투능력은 없으나 타임머신 기능이 있다. 3대의 로봇이 합체하여 작동한다.

### 갓케론
- 마루의전용로봇이자기로로미사일와타마마펀치과빔세이버와케론파이어가있으며전투와타임머신가능하여5명로봇이합체하여 갓케론이됐다.

또유토니움 박사가만든 로봇
마루위해갓케론만들었다

### 케미컬Z소립자 광선
- 유토니움 박사가 만든 광선. 파워퍼프걸z와 프린세스,세두사의 변신을 해제할 수 있다. 또한 검은 가루에 의해 몬스터가 된 사람들을 원래대로 돌려놓을 수 있다. 그러나 퍼지, 갱그린 갱한테는 통하지 않는다.

### 슈퍼 그레이트 어메이징 무사복
- 라우디 러프 보이즈에게 파워퍼프걸z의 옷을 뺐겼을 때 유토니움 박사가 대신 준 여벌옷. 옷 곳곳에 48개의 단추가 있어 이것으로 공격할 수 있다.

### 파워퍼프걸z의 옷
- 원피스 위에 조끼를 걸치는 형태. 팔에는 아대와 장갑을 차고 있으며, 목에는 P라고 적힌 쵸커가 있다. 발에는 신발과 그 위에 아대가 있다. 신발에는 구멍이 있는데 이것 때문에 날 수 있다. 이 옷은 보는 사람에게 파워퍼프걸z로 보이게 하는 효과가 있다. 또한 방어력이 매우 강해서 아무리 치고박고 싸워도 더러워 질 뿐 찢어지거나 하지 않는다. 화염에도 강하고 신축성이 좋아 활동성이 매우 좋다. 세탁법은 미지근한 물에서 손빨래 하는 것.

### 컴팩트
- 파워퍼프걸Z로 변신할 수 있는 컴팩트. 국립과학연구소 또는 다른 컴팩트와 통신도 가능하다.

### 케미컬z
- 케미컬X에 피치가 실수로 넣은 복숭아 찹쌀떡이 화학반응을 일으켜 만들어진 물질. 만들어지자마자 켄이 빙산을 향해 발사했고 이로 인해 파워퍼프걸Z가 탄생했다.

### 하얀빛
- 켄라이 박사가 만든 물질. 받은 사람에게 초능력을 준다. 그를 봉인할 수 있는 물질.

### 검은빛
- 그의 영혼. 케미컬Z로 인해 박살난 상자에서 수십가지로 쪼개져 전 세계로 퍼졌다. 몬스터를 만들어 낼 수 있다.

## 지역

### 제트 시티
- 작중 배경이 되는 도시. 원래는 평화로웠으나 급작스런 기후 변화로 인해 켄이 발사한 케미컬Z때문에 몬스터와 파워퍼프걸Z가 탄생하면서 허구한 날 몬스터에게 파괴당하는 도시가 되었다.

### 달
- 주로 몬스터들이 파워퍼프걸Z에게 당해서 가끔 이곳으로 날아간다. 39화에서 파워퍼프걸Z가 리더를 정하기 위해 레이스를 하다가 달을 반토막 냈다.

### 국립과학연구소
- 파워퍼프걸Z의 본부쯤 되는 곳. 내부에는 여러개의 방이 있으며 케미컬Z를 발사하기 위한 대포도 있다. 몬스터의 습격에 대비하기 위한 방어막 등이 있지만 46화에서 그에 의해 속수무책으로 털렸다.

### 제트시티 중학교
- 작중 파워퍼프걸Z 멤버들이 다니는 중학교. 상당히 현대적이며(칠판은 스크린, 책상은 컴퓨터에 문은 자동문이다.) 바로 앞에 강이 흐르고 있다. 연구소 남서쪽에 위치한다. 모양은 C자 모양으로 생겼다.

### 새콤달콤 가게
- 모모가 자주 들르는 가게.

### 시청
- 제트시티의 시청. 최고층에 시장의 집무실이 있다.

### 웨스턴 파크 힐즈
- 제트 시티에 있는 고층빌딩. 원래는 어느 기업의 소유로 추정되나 46화에서 그가 주인을 세뇌시켜 차지한다. 이후 그의 51화까지 그의 본거지가 된다. 구조로는 사무실과 그 위의 스파가 있다.